# Pilosocereus flexibilispinus
Pilosocereus flexibilispinus ist eine Pflanzenart in der Gattung Pilosocereus aus der Familie der Kakteengewächse (Cactaceae). Das Artepitheton flexibilispinus bedeutet ‚mit biegsamen Stacheln‘.

## Beschreibung
Pilosocereus flexibilispinus wächst baumförmig mit einem deutlichen Stamm, ist oberhalb der Basis verzweigt und erreicht Wuchshöhen von bis zu 8 Metern. Die aufrechten, graugrünen bis bläulichen Triebe weisen Durchmesser von 5 bis 12 Zentimetern auf. Es sind 9 bis 11 hohe, schmale Rippen vorhanden, die schiefe Querfurchen aufweisen. Die Dornen sind gelb bis bräunlich rot. Die 3 bis 11 abstehenden bis abgebogenen Mitteldornen sind 1,7 bis 3,1 Zentimeter lang. Die ausgebreiteten 14 bis 20 Randdornen sind 11 Millimeter lang. Der blühfähige Teil der Triebe ist sehr deutlich ausgeprägt. Er umfasst die meisten Rippen in der Nähe der Triebspitze. Aus den Areolen dort entspringen bis zu 2,3 Zentimeter lange, graue Haare und bis zu 7,5 Zentimeter lange, biegsame Dornen.
Die sich weit öffnenden Blüten sind bis zu 4,8 Zentimeter lang und erreichen Durchmesser von bis zu 2,8 Zentimetern. Die kugelförmigen bis etwas niedergedrückten Früchte weisen Durchmesser von bis zu 3,6 Zentimetern auf, reißen seitlich auf und enthalten ein rotes Fruchtfleisch.

## Verbreitung, Systematik und Gefährdung
Pilosocereus flexibilispinus ist in Brasilien im Südosten des Bundesstaates Tocantins, im Nordosten des Bundesstaates Goiás und im Westen des Bundesstaates Bahia auf Kalkfelsen in Höhenlagen von etwa 600 Metern verbreitet.
Die Erstbeschreibung wurde 1990 von Pierre Josef Braun (* 1959) und Eddie Esteves Pereira (* 1939) veröffentlicht.
In der Roten Liste gefährdeter Arten der IUCN wird die Art als „Near Threatened (NT)“, d. h. als gering gefährdet geführt.

## Nachweise